# Agent XXL
Agent XXL (ang. Big Momma's House) – amerykański film komediowy z 2000 roku w reżyserii Rajy Gosnella. Zdjęcia powstały w Orange i w Los Angeles.
Przy budżecie wynoszącym 30 mln USD, film zarobił w kinach blisko 174 mln USD. Sukces komercyjny przyczynił się do powstania dwóch kolejnych części: Agent XXL 2 (2006) i Agent XXL: Rodzinny interes (2011).

## Opis fabuły
Dwaj agenci FBI, Malcolm Turner (Martin Lawrence) i John (Paul Giamatti), ruszają w pościg za zbiegłym z więzienia Lesterem Vesco (Terrence Howard). Malcolm zastawia pułapkę w domu Hattie Mae Pierce (Ella Mitchell), starszej kobiety zwanej Big Momma, którą ma odwiedzić jej wnuczka, a zarazem dawna dziewczyna zbiega, Sherry Pierce (Nia Long). Plany krzyżuje nagły wyjazd gospodyni z miasta.
Wówczas Malcolm przebiera się za Hattie i przejmuje jej obowiązki.

## Obsada
- Martin Lawrence - Malcolm Turner
- Nia Long - Sherrie
- Paul Giamatti - John
- Jascha Washington - Trent
- Terrence Howard - Lester
- Ella Mitchell - Big Momma
- Anthony Anderson - Nolan
- Carl Wright - Ben
- Phyllis Applegate - Sadie
- Starletta DuPois - Panna Patterson
- Nicole Prescott - Lena
- Octavia Spencer - Twila
- Tichina Arnold - Ritha
- Cedric the Entertainer - Reverend
- Jessie Mae Holmes	- Miss Other Patterson